# Slim Harpo
Slim Harpo (11 de janeiro de 1924 – 31 de janeiro de 1970) foi um músico de blues estadounidense e ficou conhecido como um dos mestres da harmônica do gênero. O nome "Slim Harpo" é derivado de "harp" que é um nome popular para harmônica.

## Biografia
Nascido James Moore em Lobdell, Louisiana, o irmão mais velho de uma família órfã, trabalhou como estivador e pedreiro no final dos anos 30 e começo dos 40. Começou a se apresentar os bares de Baton Rouge sob o nome Harmonica Slim e mais tarde acompanhado de seu cunhado Lightnin' Slim, tanto ao vivo como em estúdio.
Ganhou o nome Slim Harpo do produtor J.D. "Jay" Miller, começou sua carreira própria de gravações em 1957. Sua primeira gravação foi o single I'm a King Bee que mais tarde iria para Grammy Hall of Fame, no outro lado do disco estava I Got Love If You Want It.
Harpo gravou em Crowley, Louisiana pela Excello Records que era sediada em Nashville, Tennessee tendo lançado vários singles de R&B,  incluindo o induzido ao Rock & Roll Hall of Fame Rainin' In My Heart (1961) e o número 1 nas paradas R&B da Billboard Baby Scratch My Back (1966). Nessas gravações ele estava acompanhado pelos músicos de suporte da Excello, entre eles Lazy Lester.
Bandas britânicas de rock como Rolling Stones, The Pretty Things, The Yardbirds, Pink Floyd e Them gravaram versões de suas músicas no começo de suas carreiras. Mais tarde, o riff da música de 1966 Shake Your Hips, que era uma derivação de Bring It To Jerome de Bo Diddley, foi usada pelo ZZ Top no hit La Grange e em 1972 os Rolling Stones gravaram uma versão da música no seu álbum Exile on Main St..
Harpo nunca foi um músico em tempo integral, na década de 60 teve seu próprio negócio com caminhões. Morreu após um ataque cardíaco aos 46 anos, e está enterrado no Mulatto Bend Cemetery em Port Allen, Louisiana.